# Sandvikens AIK FK
Sandvikens AIK Fotboll är fotbollssektionen i idrottsklubben Sandvikens AIK, som bildades den 16 mars 1901 och är hemmahörande i Sandviken i Gästrikland.
Säsongen 1953/1954 åkte Sandvikens IF ur allsvenskan. I stället tog "lillebror" Sandvikens AIK steget upp i allsvenskan efter att ha vunnit seriefinalen i Division 2 Norrland mot Ljusne AIK på Jernvallen med 4-1 ett par omgångar från slutet.
Säsongen 1954/55 spelade laget i Allsvenskan, men tog endast fem poäng.
Året efter åkte SAIK ur Division 2 Norrland. Sedan dess har SAIK spelat i de lägre divisionerna. Under 1990- och 2000-talet hoppade man mellan Division 3 Södra Norrland och Division 4 Gästrikland.
Säsongen 2020 vann Sandvikens AIK Division 3 i fotboll för herrar och gick upp till division 2 (norra svealand) där man till säsongen 2024 gör sin fjärde raka säsong.

## Spelare

### Spelartruppen
| Nr | Land    | Pos | Namn                  |
| -- | ------- | --- | --------------------- |
| 1  | Sverige | MV  | Elias Lindgren        |
| 4  | Sverige | F   | Erik Nyberg           |
| 6  | Sverige | MF  | Lawen Hamad           |
| 8  | Sverige | F   | Melker Dahlqvist      |
| 9  | Sverige | A   | Anthony Osorio Valdes |
| 10 | Sverige | MF  | Andreas Gillström     |
| 11 | Sverige | A   | Adam Larsson          |
| 13 | Sverige | MF  | Måns Berggren         |
| 15 | Sverige | MF  | Samuel Hjelm          |
| 16 | Sverige | F   | Axel Johnson          |
| 21 | Sverige | A   | Rasmus Eriksson       |
| 22 | Sverige | F   | Linus Hålldin         |
| 23 | Sverige | MF  | Adrian Runald         |

| Nr | Land    | Pos | Namn                       |
| -- | ------- | --- | -------------------------- |
| 24 | Sverige | MF  | Lukas Vikgren              |
| 25 | Sverige | MV  | Alex Jerner                |
| -  | Sverige | MF  | Adrian Bjelkendal Haaranen |
| -  | Sverige | F   | David Wallin               |
| -  | Sverige | F   | Farhad Hosseini            |
| -  | Sverige | F   | Filip Gustavsson           |
| -  | Sverige | F   | Mattias Mannerstål         |
| -  | Sverige | MF  | Mustafa Abdirahman         |
| -  | Sverige | MF  | Oliver Holmström           |
| -  | Sverige | MF  | Oscar Dahlöf               |
| -  | Sverige | F   | Pelle Hansson              |
| -  | Sverige | MF  | Shirdoon Abdihakim Mohamed |

### Profiler
En av spelarna i den allsvenska truppen , Olle "Lill-Lappen" Hellström,  blev senare svensk mästare i Djurgårdens IF och spelade sex A-landskamper. Under sin säsong i allsvenskan använde SAIK 25 spelare och ingen av dem var med i alla 22 matcherna.

## Huvudtränare
- 2016-2021 - Eldar Abdulic
- 2022 - Jonathan Paschen och Aziz Milli
- 2022 - Jonathan Paschen och Jimmy Haaranen
- 2023 - Jimmy Haaranen
- 2024 - David Färnström

### Fotnoter
1. ↑  Martin Alsiö (18 mars 2004). ”De allsvenska klubbarnas födelsedagar”. Bolletinen. http://www.bolletinen.se/sfs/allsvenskan/grundades.pdf. Läst 20 mars 2016.
2. ↑  ”Laget”. Sandvikens AIK FK. https://www.laget.se/saik-a/Troop. Läst 20 april 2022.